# Miconia santaremensis
Miconia santaremensis är en tvåhjärtbladig växtart som beskrevs av John Julius Wurdack. Miconia santaremensis ingår i släktet Miconia och familjen Melastomataceae. Inga underarter finns listade i Catalogue of Life.